# 진저브레드 집
진저브레드 집(gingerbread-, 영어: gingerbread house 진저브레드 하우스[*])은 집 모양 진저브레드 간식이다. 크리스마스 시기에 흔히 사탕류와 아이싱 등으로 장식해 만든다.

## 같이 보기
- 진저브레드 맨